# Tórtora cucut de les Filipines
La tórtora cucut de les Filipines (Macropygia tenuirostris) és una espècie d'ocell de la família dels colúmbids (Columbidae) que habita Taiwan i les Filipines.

## Descripció
La tórtora cucut de les Filipines és grossa que mesura 38,5 centímetres de longitud, i pesa 157 a 191 g. El cap és de color marró rogenc canyella, i el mantell superior té una brillantor ametista amb petites pigues marrons. El coll posterior també té una brillantor ametista. L'adult té un front marró vermellós ataronjat, amb una corona de color castany i un toc rosat. L'iris és vermell, i el bec és marró. Les orelles i els costats del coll també són de color marró vermellós ataronjat. El coll posterior i els costats del pit són de color porpra rosat brillant, i tenen taques negres. El pit està lleugerament tenyit de lila. Les plomes exteriors de la cua són de color marró vermellós fosc, amb bandes subterminals negres. Els peus són de color vermell brillant. La femella adulta té la part posterior del coll de color marró vermellós i amb taques negres. Les plomes de les ales són més de color marró vermellós als extrems. El juvenil s'assembla a la femella en aparença, però està més barrat.

## Estat i conservació
Des de 1998, la tórtora cucut de les Filipines ha estat classificada com una espècie de risc mínim a la Llista Vermella d'Espècies Amenaçades de la UICN. La causa és que té una àmplia gamma de distribució -més de 20.000 km²- i perquè té una tendència de població estable. A més, encara que no s'ha determinat la seva població, es creu que està per sobre dels 10.000 exemplars, la qual cosa està per sobre del criteri per garantir una qualificació de vulnerable, així doncs sembla ser una espècie molt estesa i es creu que no té grans amenaces.

## Taxonomia i sistemàtica
La tórtora cucut de les Filipines va ser descrita per primera vegada pel zoòleg francès Charles Lucien Jules Laurent Bonaparte el 1854. Antigament, algunes autoritats la classificaven com a subespècie de la tórtora cucut rogenca o de la tórtora cucut bruna. El 2016 es va separar de la tórtora cucut becfina i té quatre subespècies reconegudes:
- M. t. phaea (McGregor, 1904) - Illa Lanyu, Illa Batan i Illa Calayan.
- M. t. tenuirostris (Bonaparte, 1854) - Filipines.
- M. t. borneensis (Robinson & Kloss, 1921) - Borneo.
- M. t. septentrionalis (Hachisuka, 1930) - Batan, Itbayat i Illes Sabtan (nord de Filipines); Lanyu (Taiwan).